# Inge Kostinčer-Bregavac
Inge Kostinčer-Bregovac (Maribor, 24. siječnja 1925. – Zagreb, 5. rujna 1973.), hrvatska kostimografkinja
Završila je studij kostimografije u Grazu, a od 1947. je radila u zagrebačkom HNK. Kao vrsna poznavateljica povijesti odijevanja, izradila je oko 200 kostimografskih kreacija.
Važnija ostvarenja: 
- "Ana Karenjina" L.N.Tolstoja,
- "Divlja patka" H. Ibsena,
- "Pikova dama" P. Čajkovskog,
- "Nikola Šubić Zrinjski" I. Zajca.